# Mariene ecoregio Florida
De Mariene ecoregio Florida (70) (Engels: Floridian marine ecoregion) is een biogeografische regio en ligt in het westen van de Atlantische Oceaan in de Mariene provincie Tropische Noordwestelijke Atlantische Oceaan (12) in het Marien rijk Tropische Atlantische Oceaan. De mariene ecoregio is vastgesteld door het World Wide Fund for Nature en The Nature Conservancy en is vernoemd naar Florida.
In het noordoosten grenst het gebied aan de mariene ecoregio Carolina's (42), in het oosten aan de mariene ecoregio Bahama's (63), in het zuiden aan de mariene ecoregio Grote Antillen (65), in het zuidwesten aan de mariene ecoregio Zuidelijke Golf van Mexico (69) en in het noordwesten aan de mariene ecoregio Noordelijke Golf van Mexico (43).

## Geografie
De mariene ecoregio ligt in het westen van de Atlantische Oceaan rondom de zuidelijke helft van Florida in het zuidoosten van de Verenigde Staten. Het gebied strekt zich uit van de kust bij Orlando tot aan Clearwater ten noorden van de Tampabaai en omvat de verschillende inhammen en lagunes, evenals de wateren rondom de Florida Keys.
Door het gebied stroomt de loop current en de Floridastroom, gevoed door de Caraïbenstroom.

## Biogeografie
Het gebied kent zeeleven dat houdt van tropische temperaturen.